# Bundschuh

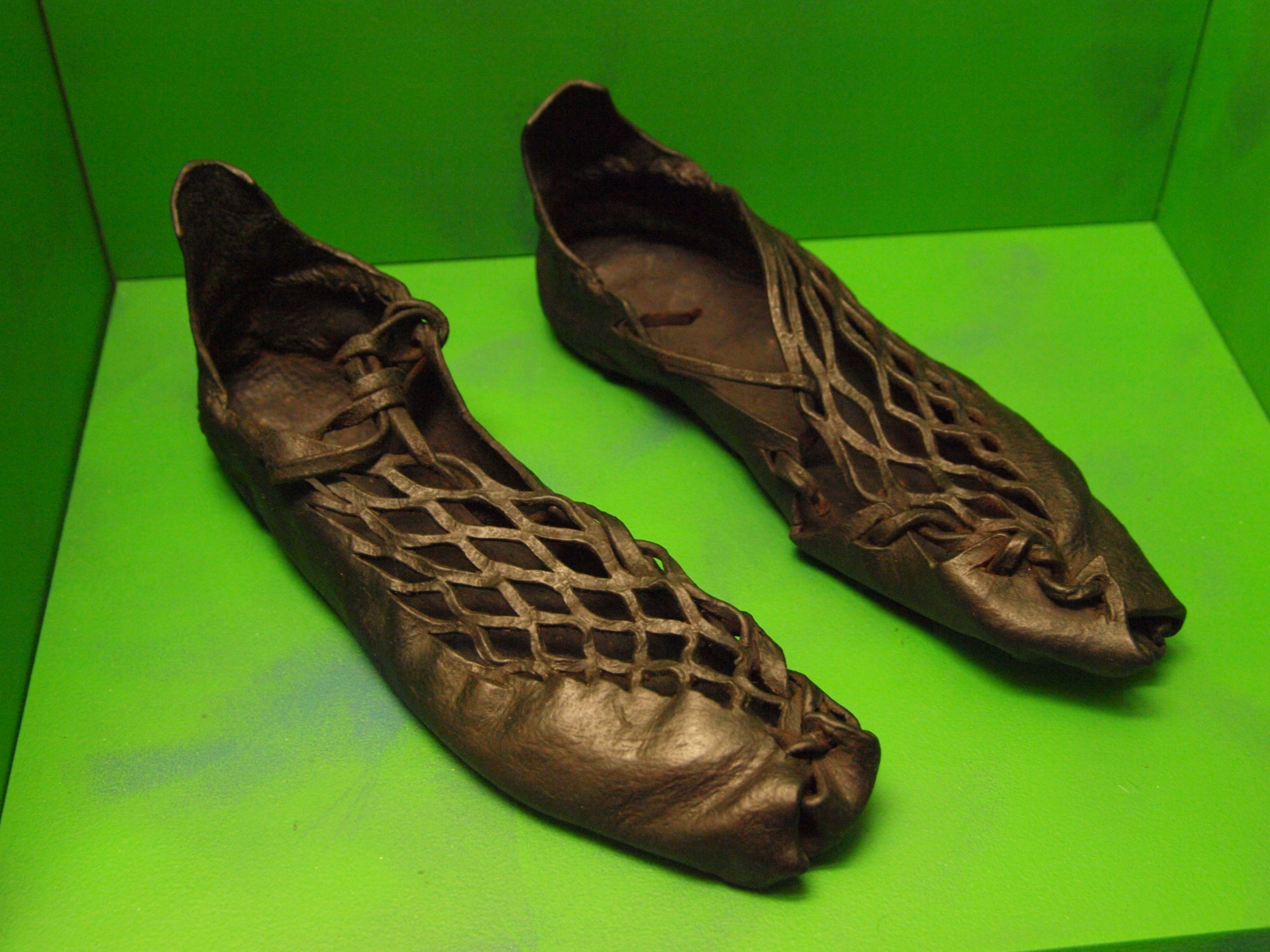
Bundschuhe der Moorleiche Mann von Damendorf aus dem 2.–4. Jahrhundert

Der Begriff Bundschuh bezeichnet einen historischen Lederschuh, der mit einem langen Riemen gebunden wurde. Das trifft auf frühgeschichtliche Schuhe genauso zu wie auf die einfachen gebundenen Schuhe (im Gegensatz zu teureren Schnallenschuhen) der Landbevölkerung im späten Mittelalter, die sich in ihrer Konstruktion erheblich von den frühgeschichtlichen Bundschuhen unterscheiden.

## Antike Bundschuhe
Antike Bundschuhe entsprechen konstruktiv den antiken römischen Carbatinae und waren in nahezu ganz Mitteleuropa verbreitet. Sie bestehen in der Regel aus einem Stück Rindleder, das die Sohle bzw. die Lauffläche und das Oberleder bildet. Sie weisen keine zusätzlich angenähten Teile wie Laufsohlen auf. Die Lederbereiche, die die Oberseite des Schuhes bilden, werden durch Einschnitte oder Lochungen durchbrochen, damit sich das Leder besser der Fußform anpasst. Bei den meisten Bundschuhen sind die Lederbereiche der Oberseite zu langen Laschen geschnitten, durch die ein Band oder Lederriemchen gezogen wird, mit dem der Schuh verschlossen wird. Die Fersen des Schuhes werden durch ein oder zwei Einschnitte im Leder gebildet, die mit einer Naht dauerhaft verschlossen sind. Die Außenseite der Bundschuhe kann zusätzlich durch eingeschnittene Lochmuster, Punzierungen und Einschnitte dekorativ verziert sein. Archäologische Funde von erhaltenen Carbatinae zeigen, dass diese lange getragen und durchgelaufene Laufflächen mit untergenähten Sohlenstücken repariert wurden.

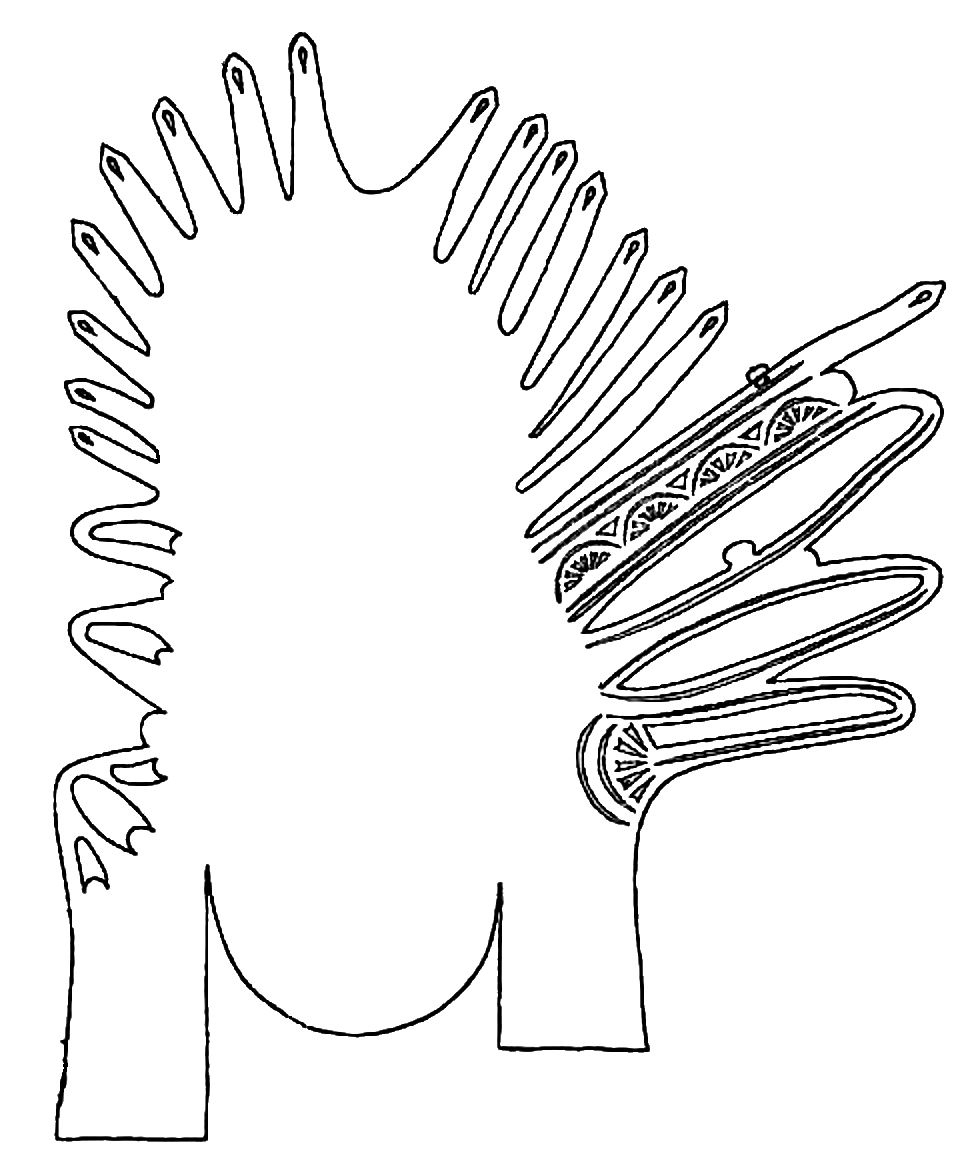
Schnittmuster des linken Schuhes des Mannes von Obenaltendorf aus dem 3. Jahrhundert
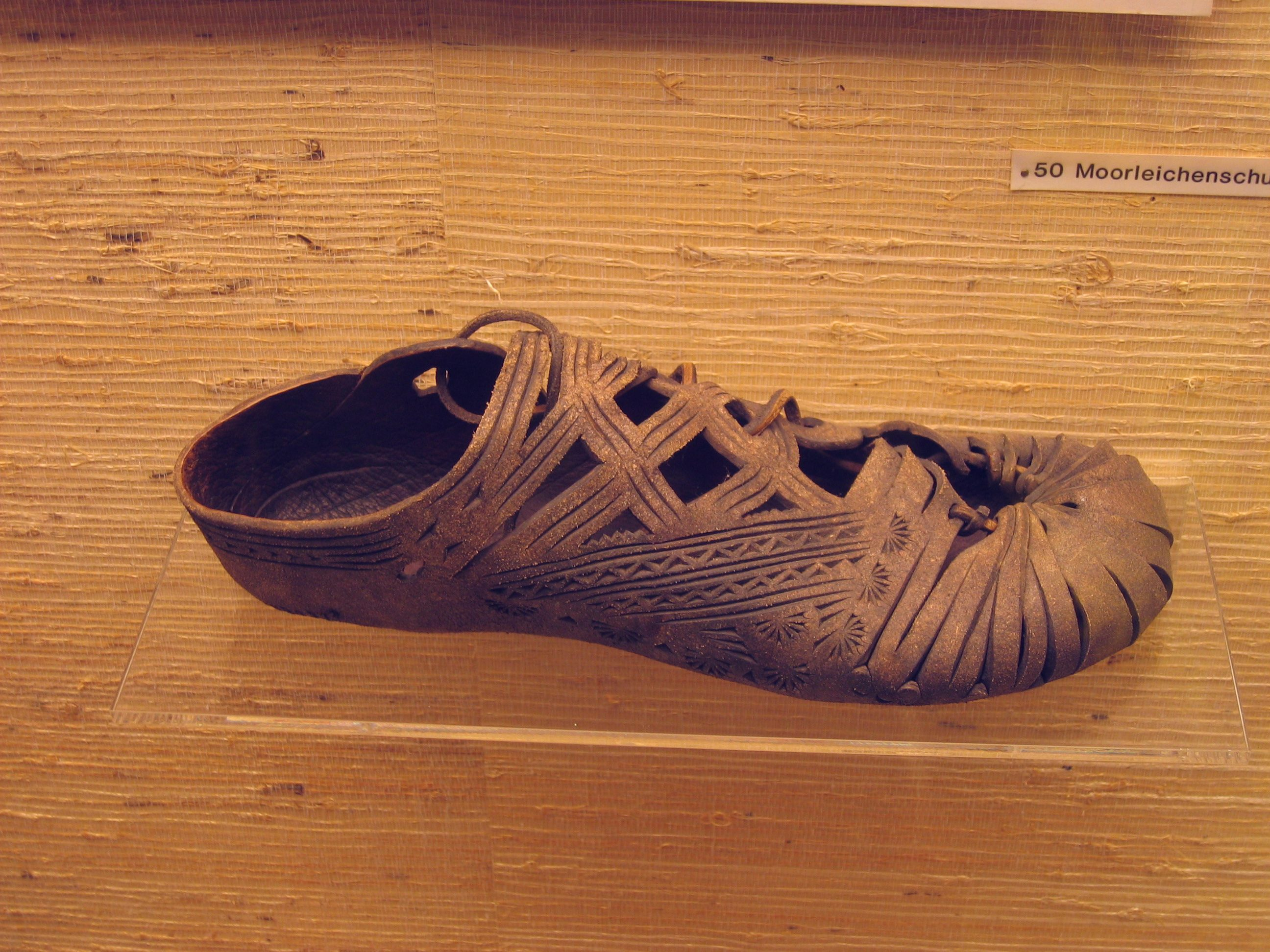
Rekonstruktion einer Carbatina aus dem 2. Jahrhundert

## Mittelalterliche Bundschuhe
Die Form war ausgeführt als ein halbhoher Stiefel, dessen Schaft meistens über den Knöchel reichte und die Beinkleider umfasste. Der Verschluss der Schuhe erfolgte über einen oder mehrere lange Lederriemen, die um den Schaft gewickelt wurden und teilweise mit Metallschnallen versehen waren. Die Schuhe waren zwei- oder mehrteilig aufgebaut. Ober- und Sohlenleder der Schuhe wurden auf Links über eine Wendenaht miteinander verbunden und anschließend von außen nach innen gewendet. Im Dominikanerkloster Rottweil und im ehemaligen Benediktinerkloster Alpirsbach fand man ebenfalls Bundschuhe.
Im Vorfeld des Deutschen Bauernkrieges wurde der frühneuzeitliche Bundschuh zu Anfang des 16. Jahrhunderts zu einem Gemeinschaftssymbol der Bauern, der Bundschuh-Bewegung und der Bundschuh-Verschwörung. In Bayern wird der Haferlschuh als „Bundschuh“ bezeichnet.

## Familienname
Der Familienname Bundschuh ist in Deutschland sehr geläufig. Bis in das Jahr 1503 reicht nachweislich die Untergrombacher Familienlinie zurück in den Ort Hundheim bei Wertheim. Im Kirchenbuch Hundheim und im Zinsbuch des Zisterzienserklosters Bronnbach/Tauber tauchte dieser Name schon 1423 auf.